# Кастро, Фидель
Фиде́ль Алеха́ндро Ка́стро Рус (исп. Fidel Alejandro Castro Ruz ( audio); 13 августа 1926, Биран, Орьенте, Куба — 25 ноября 2016, Гавана, Куба) — кубинский революционер, государственный, политический и партийный деятель, руководивший Кубой с 1959 до 2008 года.
На государственном уровне занимал посты Премьер-министра (1959—1976) и Председателя Совета министров (1976—2008), Председателя Государственного совета Кубы (1976—2008). Был руководителем Движения 26 июля, основной силы кубинской революции, которое впоследствии преобразовалось в Коммунистическую партию Кубы (КПК). Занимал пост первого секретаря КПК до 2011 года. Под его руководством Куба была преобразована в однопартийное социалистическое государство, промышленность и частная собственность национализированы, проведены масштабные реформы. На международном уровне он являлся Генеральным секретарём Движения неприсоединения в 1979—1983 и 2006—2009 годах.
Сын крупного землевладельца, Кастро приобрёл левые антиимпериалистические взгляды во время учёбы на юридическом факультете Гаванского университета. После участия в мятежах против правых правительств Доминиканской Республики и Колумбии он попытался осуществить свержение военной хунты президента Фульхенсио Батисты, осуществив неудачное нападение на военный городок Монкада в 1953 году. Спустя год, после выхода на свободу, он направился в Мексику, где совместно с Эрнесто Че Геварой и своим братом Раулем Кастро организовал революционное Движение 26 июля. Вернувшись на Кубу, он возглавил партизанскую войну против режима Батисты, начавшуюся с высадки на побережье и перехода в горы Сьерра-Маэстра. По мере ухудшения положения Батисты, Кастро постепенно приобрёл авторитет вождя кубинской революции, которая в 1959 году привела к свержению Батисты и приходу к власти революционеров.
Администрация США, встревоженная дружескими отношениями Кастро с СССР, организовала ряд неудачных покушений на него и ввела экономическое эмбарго против Кубы. Пиком противостояния стала организованная ЦРУ неудачная военная операция по его свержению в 1961 году. Стремясь противостоять этим угрозам, Кастро вступил в военный и экономический союз с СССР, разрешив последнему разместить ядерные ракеты на Кубе, что способствовало развитию Карибского кризиса 1962 года.
В 1961 году Кастро провозгласил кубинскую социалистическую революцию. Куба в результате стала однопартийным государством под руководством компартии, первым в Западном полушарии. Была заявлена марксистско-ленинская модель развития, проведены реформы социалистического характера, насаждена экономика под централизованным контролем, приняты меры по развитию образования и здравоохранения, которые, вместе с тем, сопровождались установлением идеологического контроля над СМИ и подавлением инакомыслия. Фидель Кастро придерживался идей агрессивного экспорта революции и поддерживал левые революционные организации за рубежом и правительства социалистической ориентации в Чили, Никарагуа и Гренаде, отправлял кубинские экспедиционные войска на эфиопо-сомалийскую войну и гражданскую войну в Анголе. Эти меры, в сочетании с деятельностью в рамках Движения неприсоединения, привели к лидерству Кубы среди развивающихся стран. После распада СССР и СЭВ экономика Кубы оказалась в серьёзном кризисе и был введён так называемый «особый период», сопровождающийся ограниченным внедрением рыночных механизмов в экономику, а на международной арене установлены прочные отношения с рядом левых латиноамериканских лидеров, например Уго Чавесом. Куба, наряду с Венесуэлой, стала страной-соучредителем АЛБА.
31 июля 2006 года Кастро по состоянию здоровья передал исполнение обязанностей на всех своих ключевых должностях своему брату Раулю. 24 февраля 2008 года он покинул все государственные должности, отметив, что ему «было бы совестно брать на себя ответственность, требующую мобильности и полной самоотдачи, которую я не в состоянии предложить». 19 апреля 2011 года ушёл и с поста главы правящей партии.

## Ранние годы (1926—1945)

### Детство
Фидель Алехандро Кастро Рус родился 13 августа 1926 года на Кубе в деревне Биран (провинция Орьенте) в семье уроженца испанской провинции Галисия Анхеля Кастро. По многим имеющимся данным, Фидель Кастро родился 13 августа 1927 года — в пользу этого говорит как церковная запись, созданная при крещении Фиделя, где в качестве даты рождения указано 13 августа 1927 года, так и публичное подтверждение в конце 1950-х годов матерью Фиделя и тремя его сёстрами этой даты рождения. А дата рождения 13 августа 1926 года появилась из-за того, что при определении в начальную школу-интернат родители приписали Фиделю ещё один год, так как ему было тогда 5 лет, а в школу принимали только с 6 лет. При согласовании его биографии, подготовленной для советских газет, сам Фидель Кастро попросил оставить 1926 год в качестве дня его рождения, поскольку во всех документах, которыми он пользовался, фигурировала именно эта дата.
Его отец — Анхель Кастро Аргис (1875—1956), эмигрант из Испании, бывший небогатый земледелец, разбогатевший и ставший владельцем крупной сахарной плантации. Мать — Лина Рус Гонсалеc (1903—1963), была кухаркой в поместье отца. Она родила Анхелю Кастро пятерых детей, прежде чем он на ней женился. Вспоминая своё детство, Фидель говорил так:
Я родился в семье землевладельца. Что это значит? Мой отец был испанским крестьянином из очень бедной семьи. Он приехал на Кубу как испанский эмигрант в начале века и начал работать в очень тяжёлых условиях. Будучи предприимчивым человеком, он скоро обратил на себя внимание и занял определённые руководящие должности на стройках, которые велись в начале века.
Ему удалось скопить некоторый капиталец, который он вложил в покупку земель. Иными словами, как деловой человек, он добился успеха и превратился в собственника земли… Подобные вещи были не так уж трудны в первые годы республики. Потом он арендовал дополнительные земли. И когда я появился на свет, действительно родился в семье, которую можно назвать землевладельческой.

С другой стороны, моя мать была простой бедной крестьянкой. Поэтому в нашей семье не было того, что можно было бы назвать олигархическими традициями. Тем не менее, объективно говоря, наше социальное положение в тот момент было таковым, что мы принадлежали к числу семей с относительно высокими экономическими доходами. Наша семья была владелицей земель и пользовалась всеми преимуществами и, можно сказать, привилегиями, присущими землевладельцам в нашей стране.
Хотя родители Кастро были людьми необразованными, тем не менее они постарались дать хорошее образование своим детям. В школе Фидель был одним из лучших учеников благодаря своей поистине феноменальной памяти. Тогда же проявился и революционный нрав Фиделя — в возрасте 13 лет он участвовал в восстании рабочих на плантации своего отца. Макс Лестник, школьный друг Кастро, вспоминал: «У него было огромное мужество. Говорили, кто пойдет за Фиделем, погибнет или победит».

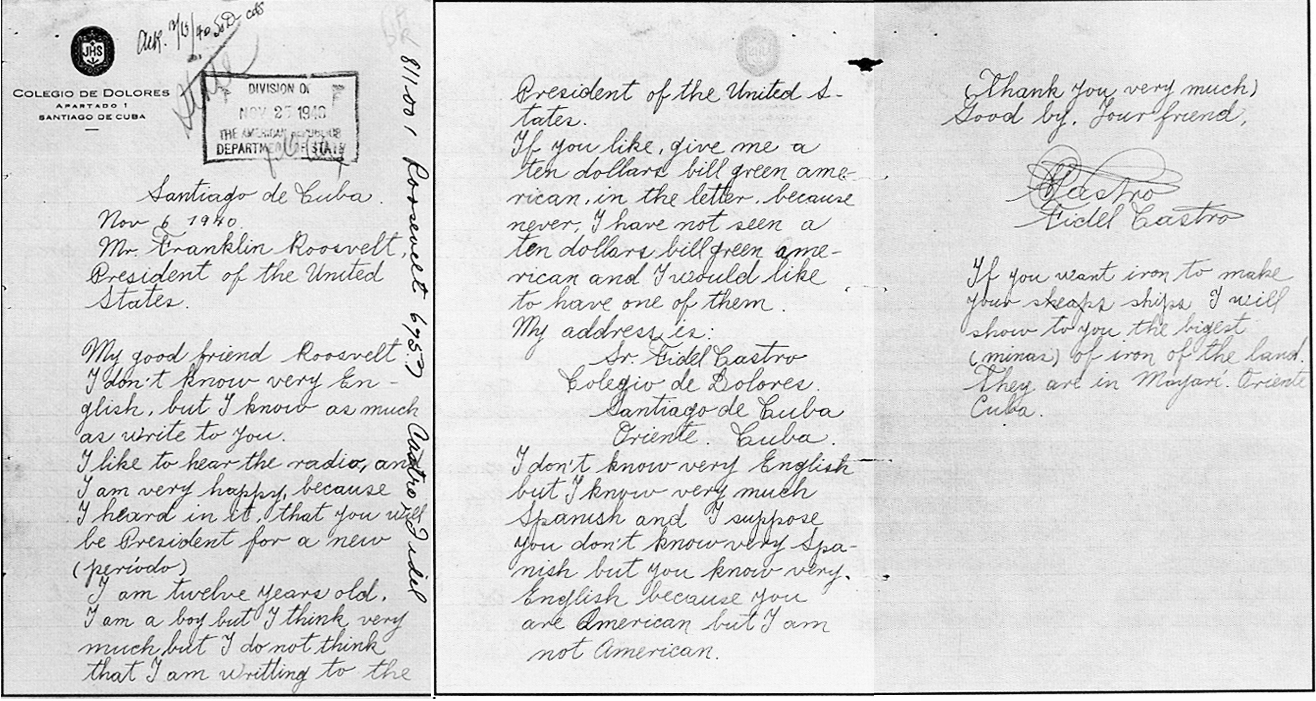
Письмо 14-летнего Фиделя Кастро президенту США Франклину Д. Рузвельту

В 1940 году он написал тогдашнему американскому президенту Франклину Рузвельту письмо. В письме мальчик поздравляет президента с переизбранием на третий срок и просит: «Если Вам не трудно, пришлите мне, пожалуйста, американскую 10-долларовую банкноту. Я её никогда не видел, но очень хотел бы иметь. Ваш друг». В строке обратный адрес — он указал координаты школы, в которой учился. Об этом поступке упоминал как-то раз и сам Команданте: «Я был очень горд, когда получил ответ сотрудника президентской администрации. Послание даже вывесили на школьной доске объявлений. Только банкноты в нём не было». В 2004 году письмо юного Фиделя нашли сотрудники Национального архивного управления в Вашингтоне.

### Юность
В 1941 году Фидель Кастро поступил в привилегированный иезуитский колледж «Белен». Его наставником был иезуит отец Лоренто, отмечавший в мальчике целеустремлённость и тщеславие. В колледже Фидель участвовал во многих драках и часто ходил с пистолетом. Однажды поспорил с приятелем, что на велосипеде на полном ходу врежется в стену. И врезался. Пришлось потом пролежать в больнице, но пари Кастро выиграл.
В 1945 году Фидель блестяще окончил колледж и поступил в Гаванский университет на факультет права. В студенческие годы он жил скромно. В его комнате в пансионе царил кавардак, единственное, что было в порядке, — это книги революционера Хосе Марти на полках. В те годы Фидель Кастро много читал Муссолини, Ленина, Сталина, Троцкого, генерала Примо де Риверу, изучал «Mein Kampf» Адольфа Гитлера. К коммунистам относился без симпатий, но однажды пошутил: «Готов стать коммунистом немедленно, если меня сделают Сталиным».

## Революционер (1945—1959)

### Начало пути: Вызов режиму
В 1945 году поступил на юридический факультет Гаванского университета, который окончил в 1950 году со степенями бакалавра права и доктора гражданского права. После окончания университета занялся частной адвокатской практикой в Гаване; в частности, бесплатно вёл дела бедняков. В это время он вступил в Партию кубинского народа («Ортодоксов»), и его кандидатура рассматривалась для выдвижения в парламент от той же партии на выборах 1952 года. 10 марта, вместе с тем, партийное руководство не утвердило кандидатуру Кастро как кандидата в депутаты, мотивировав это его радикализмом.
11 марта состоялся военный переворот, в результате которого власть захватил Фульхенсио Батиста. Был распущен конгресс Кубы, а законодательная власть перешла к совету министров, на полтора месяца прекращалось действие конституционных гарантий, а вскоре была отменена и Конституция 1940 года. Фидель Кастро оказался в первых рядах борьбы с диктатурой, и 24 марта представил в гаванский суд по особо важным и срочным делам сопровождённый доказательной базой судебный иск о преследовании Батисты в уголовном порядке за нарушение конституционных норм и захват власти. Он потребовал предания суду и наказания Батисты, поставив при этом с большим подтекстом следующий вопрос:
Каким же образом сможет в противном случае этот трибунал судить простого гражданина, который выступит с оружием в руках против этого незаконного режима, пришедшего к власти в результате предательства? Совершенно ясно, что осуждение такого гражданина было бы абсурдом, несовместимым с самыми элементарными принципами справедливости.
В заключение Фидель, обращаясь к судьям, заявил, что если они не найдут в себе силы выполнить свой профессиональный и патриотический долг, то пусть лучше снимут с себя судейские мантии, подадут в отставку, чтобы всем было ясно, что на Кубе одни и те же люди осуществляют и законодательную, и исполнительную, и судебную власть:
Логика подсказывает мне, что, если существует суд, Батиста должен понести наказание. И если Батиста не наказан, а продолжает оставаться хозяином государства, президентом, премьер-министром, сенатором, генералом, военным и гражданским начальником, исполнительной властью и законодательной властью, владельцем жизней и состояний, значит, правосудия не существует… Если это так, заявите об этом открыто, снимите ваши мантии, подайте в отставку .

### Монкада
В ходе борьбы против правительства Батисты партия «Ортодоксов» постепенно распалась. Кастро удалось объединить небольшую группу бывших членов этой партии, которая начала подготовку к борьбе за свержение диктатуры Батисты. Фидель Кастро и его товарищи решили захватить военные казармы Монкада в Сантьяго-де-Куба и казарму в городе Баямо. Около года шла подготовка к штурму. 25 июля 1953 года в усадьбе Сибоней, находящейся недалеко от Сантьяго-де-Куба, в условиях строжайшей конспирации собрались 165 человек. Их главным лозунгом стали слова: «Свобода или смерть!».

### Заключённый

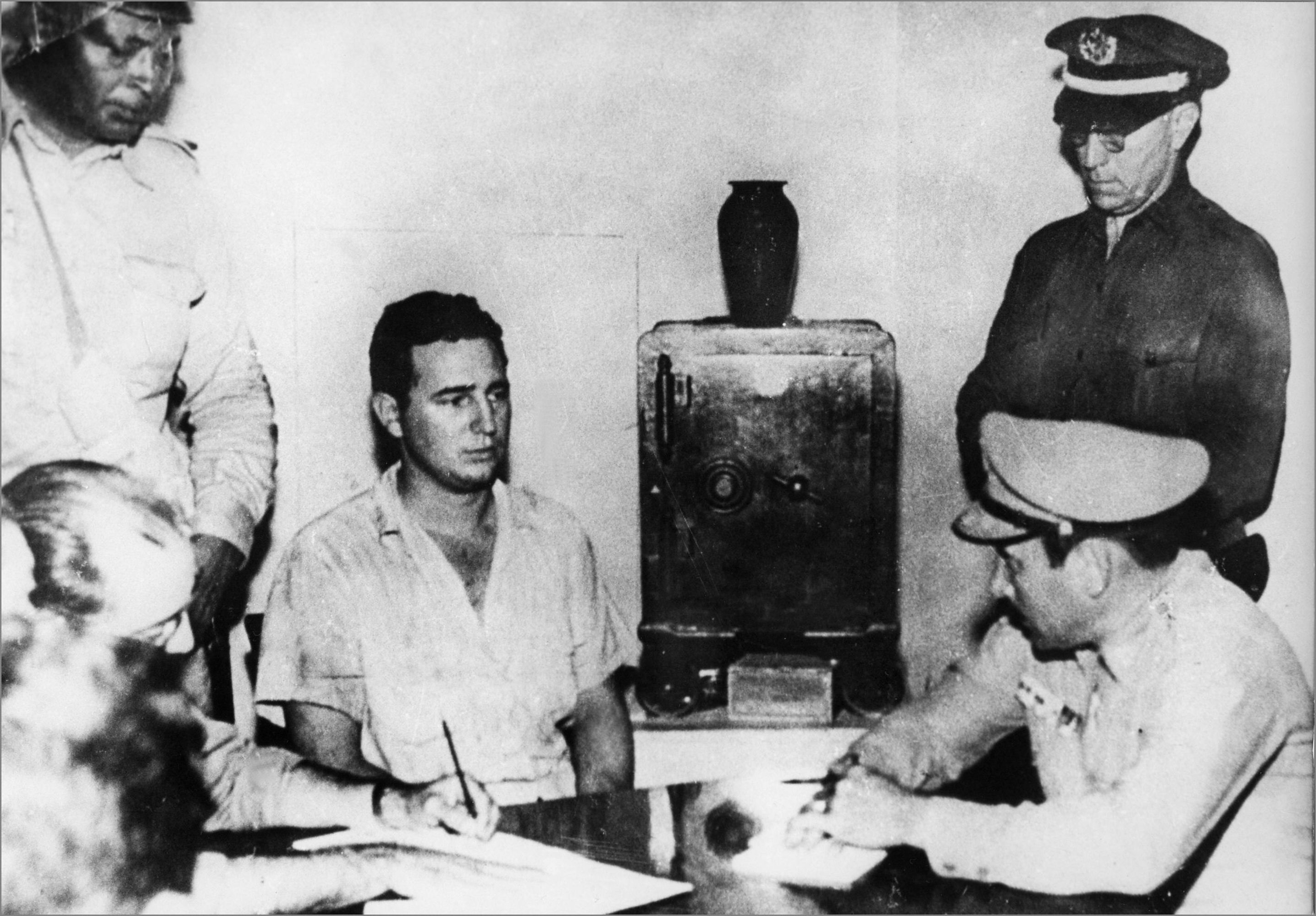
Фидель Кастро в суде

После провала штурма казармы Монкада, многие нападавшие скрылись (см. статью Репрессии в период правления Батисты). Рауль Кастро был арестован 29 июля, а Фидель скрывался до 1 августа. На следующий день его перевезли в провинциальную тюрьму города Бониата, где Фиделя поместили в камеру-одиночку, запретив пользоваться книгами и ограничили право переписки. Военный трибунал начался 21 сентября и проходил в здании Дворца правосудия, откуда в своё время вела огонь по казарме группа Рауля Кастро. На одном из заседаний суда Фидель произнес знаменитую речь, «История меня оправдает!», в которой резко осудил режим Батисты и призвал кубинский народ к вооружённой борьбе против тирании:
Что касается меня, я знаю, что тюрьма будет для меня тяжёлым испытанием, каким не была никогда ни для кого другого. Она полна для меня угроз, низкой и трусливой жестокости. Но я не боюсь тюрьмы, так же как не боюсь ярости презренного тирана, который отнял жизнь моих 70 братьев! Выносите ваш приговор! Он не имеет значения! История меня оправдает!
Строки из некоторых тюремных писем Фиделя, адресованных любимой им женщине, стали достоянием гласности:
Шлю тебе нежный привет из своей тюрьмы. Я постоянно помню и люблю тебя…хотя давно уже ничего о тебе не знаю. Я получил то милое письмо, что ты передала с моей матерью, и всегда буду хранить его при себе. Знай, что я с радостью отдам жизнь за твою честь и твоё счастье. Мнение света не должно нас волновать, все по-настоящему важное хранится в нашем сознании. Несмотря на всю убогость этой жизни, есть вещи непреходящие, вечные, такие, как моя память о тебе, которая останется со мной до могилы… Ты женщина. Женщина — это самое нежное, что есть на свете… Женщина в мужском сердце — источник священного и неприкосновенного почитания.
21 сентября суд приговорил Кастро к 15 годам тюрьмы. В середине февраля 1954 года тюрьму Пресидио Модело, где отбывали своё заключение участники штурма казарм Монкада, посетил Батиста. Фидель организовал акцию шумного протеста и в наказание был помещён в одиночную камеру, расположенную напротив тюремного морга.
Об условиях заключения свидетельствуют следующие строки:
О себе могу сказать, что мое одиночество прекращается лишь тогда, когда в маленьком похоронном бюро, расположенном напротив моей камеры, кладут какого-либо умершего заключённого, из тех, что нередко бывают таинственно повешены или странным образом убиты, — люди, чье здоровье было подорвано избиениями и пытками…
15 мая 1955 года Кастро был освобождён по всеобщей амнистии, отсидев за организацию вооружённого мятежа около 22 месяцев. В том же году Кастро эмигрировал в Мексику.

### Мексика

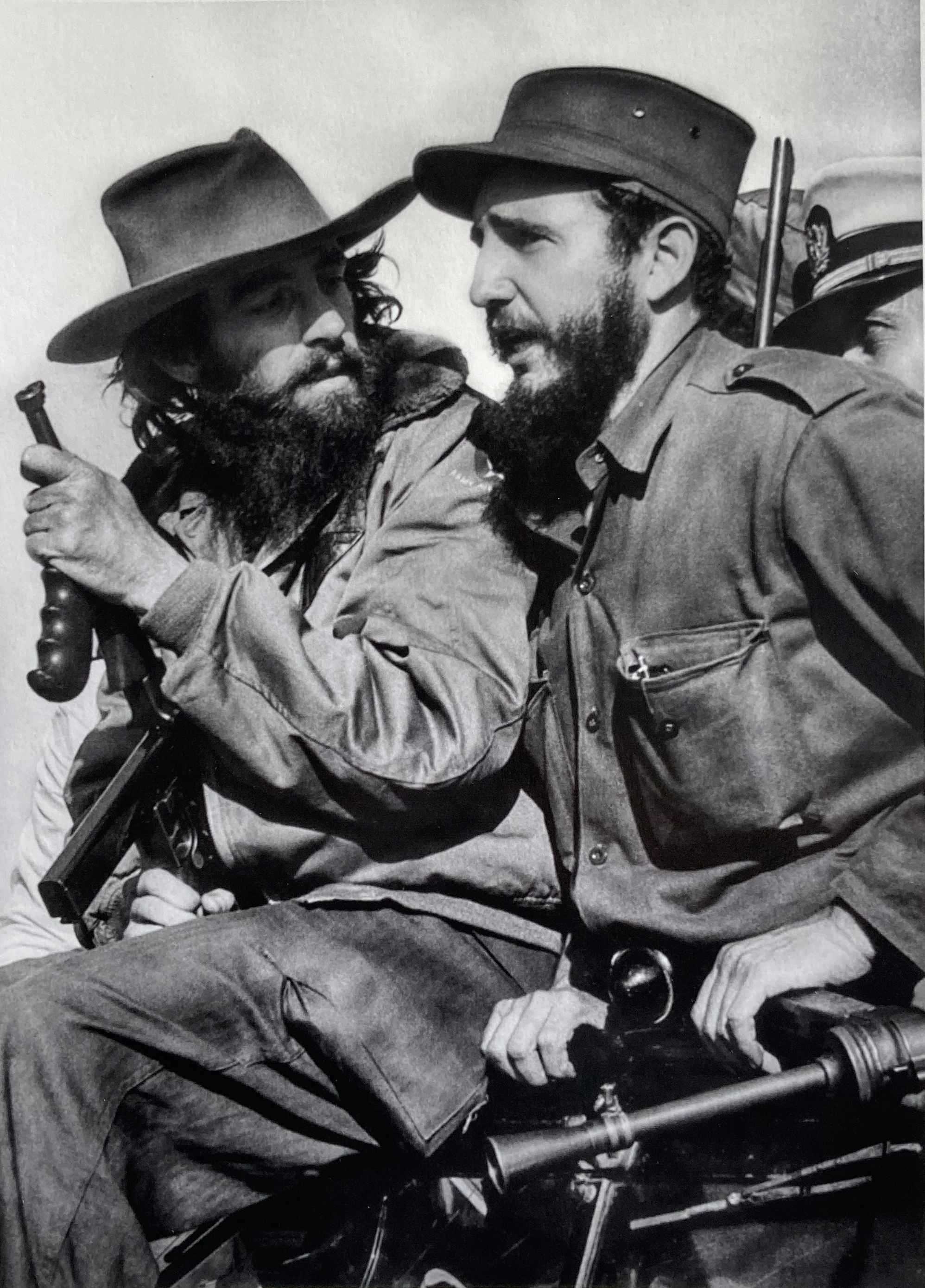
Фидель Кастро и Камило Сьенфуэгос, въезд в Гавану 8 января 1959 года.

7 июля 1955 года Фидель вылетел в Мексику, где его дожидались Рауль и другие товарищи. Фидель Кастро прилетел из Гаваны в Мериду, столицу Юкатана, оттуда он на самолёте местной компании направился в портовый город Веракрус, а уже там сел на автобус и поехал в Мехико. Революционеры поселились в доме у женщины по имени Мария Антония Гонсалес Родригес, которая уже несколько лет жила в эмиграции. Мария Антония вспоминала: «Фидель приехал с одним чемоданом, набитом книгами, под мышкой он держал ещё один свёрток с книгами. Никакого другого багажа не было.»
Здесь они начали готовить восстание. Фидель основал «движение 26 июля» и стал готовиться к свержению Батисты. 26 августа 1956 года в самом популярном кубинском журнале «Богемия» было опубликовано его письмо, в котором он предупреждал диктатора:
…в 1956 году мы будем или свободными, или жертвами. Я торжественно подтверждаю это заявление, находясь в полном сознании и учитывая, что до 31 декабря осталось 4 месяца и 6 дней.
25 ноября 1956 года на моторной яхте «Гранма» кубинские революционеры во главе с Фиделем Кастро отправились на Кубу, среди них был аргентинский врач Эрнесто Гевара (Че Гевара), который так описал эту картину.
Всё судно являло собою живую трагедию: мужчины с тоской на лице держались за животы; некоторые просто погрузили лица в вёдра, другие сидели неподвижно в странных позах в одежде, покрытой рвотой.

### Начало революции
Созданный в Мексике отряд революционеров должен был высадиться в горах Сьерра-Маэстра, на юго-востоке Кубы. Высадка прошла неудачно. Вскоре после высадки революционеры были атакованы войсками, многие погибли или были захвачены в плен. Уцелели две небольшие группы, которые случайно встретились в лесах через несколько дней. Вначале они не имели достаточной силы и не представляли опасности режиму Батисты, хотя и проводили отдельные операции, атакуя полицейские участки. Решительный поворот событий вызвало провозглашение земельной реформы и раздача земли крестьянам, это обеспечило массовую поддержку народа, движение наращивало свою силу, отряды Фиделя насчитывали несколько сотен бойцов. В это время Батиста двинул на подавление революции несколько тысяч солдат. Произошло неожиданное — войска вошли в горы и не вернулись. Большинство разбежалось, но несколько тысяч перешло на сторону революционеров, после этого революция развивалась стремительно.
В период 1957—1958 годов вооружённые повстанческие отряды, ведя тактику партизанской борьбы, провели несколько крупных и десятки мелких операций. Тогда же партизанские отряды были преобразованы в повстанческую армию, главнокомандующим которой стал Фидель Кастро. Во всех боях в горах Сьерра-Маэстра Фидель всегда был в первой линии атаки. Часто выстрелом из снайперской винтовки, с которой никогда не расставался, он подавал сигнал к началу боя. Так было до тех пор, пока партизаны не составили коллективное письмо с просьбой-требованием к Фиделю воздержаться впредь от прямого личного участия в боевых действиях.

### Победа революции
Летом 1958 года армия Батисты предприняла крупное наступление против революционных сил, после чего события стали стремительно развиваться. К вооружённым силам Кастро присоединились отряды студенческой федерации, открывшие Второй национальный фронт в горах Сьерра-дель-Эскамбрай в центральной части острова. На западе, в Пинар-дель-Рио, действовал Третий фронт, находившийся под контролем Революционного движения 26 июля.

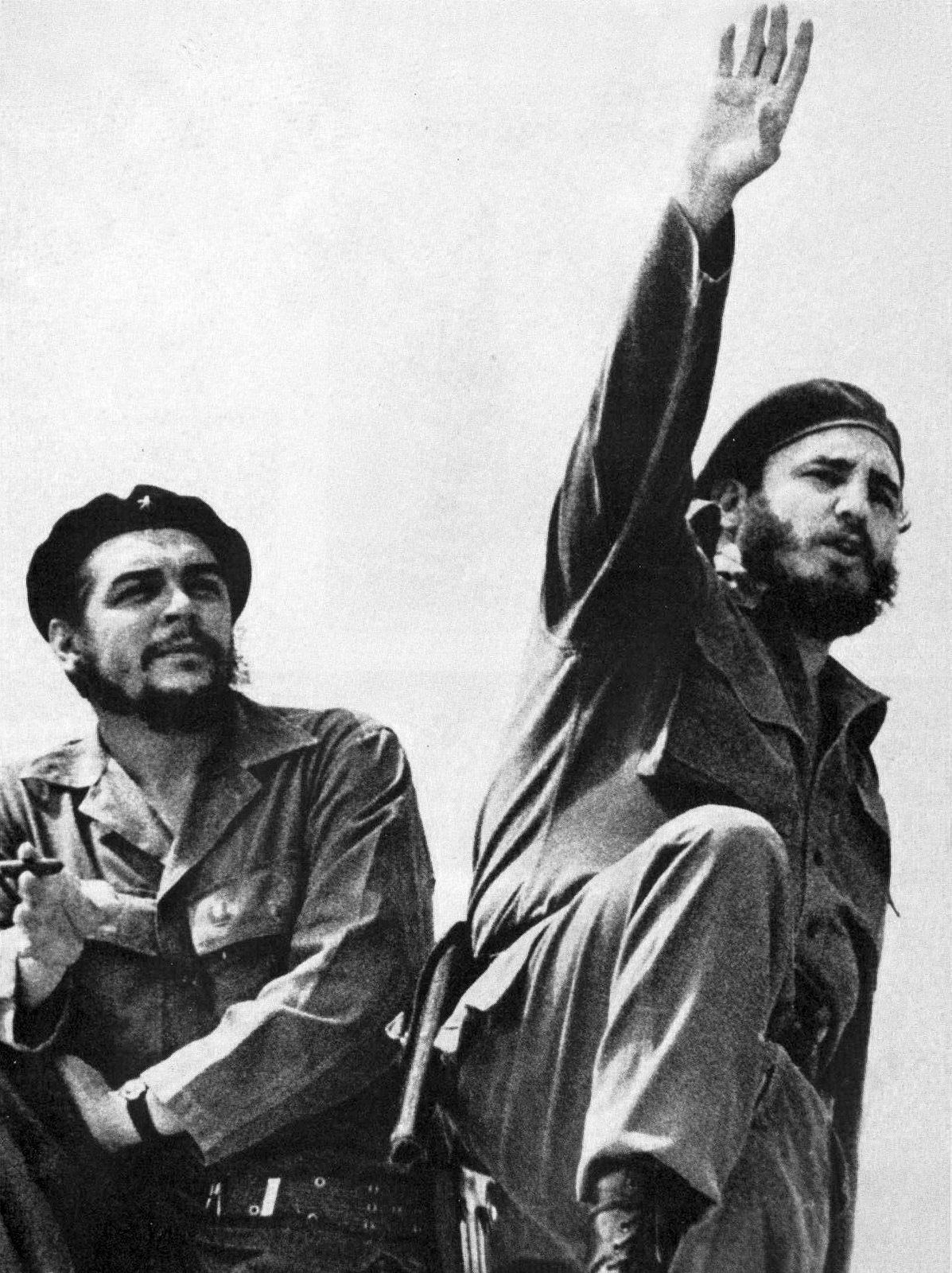
Че Гевара (слева) и Фидель Кастро

## Государственный деятель (1959—2006)

### Революционные изменения
1 января 1959 года повстанческая армия вошла в Гавану. Население столицы ликовало по поводу свержения Батисты. В тот же день политические противники Батисты собрались на совещании, где было сформировано новое правительство. Временным президентом стал Мануэль Уррутиа, премьер-министром — либеральный адвокат Хосе Миро Кардона. 8 января в столицу прибыл назначенный военным министром Фидель Кастро, сразу же выказавший притязания на руководящую роль в правительстве. Ещё в 1957 году Кастро, давая в Сьерра-Маэстре интервью журналисту Герберту Мэтьюсу из «Нью-Йорк Таймс», заявил: «Власть меня не интересует. После победы я вернусь в свою деревню и займусь адвокатской практикой». Знаменитый революционер Эрнесто Че Гевара сказал тогда:
Он обладает качествами великого вождя, которые в сочетании с его отвагой, с его энергией и с его редкой способностью всякий раз вновь и вновь распознать волю народа подняли его на то почётное место, которое он ныне занимает.
Однако на деле происходит всё иначе. После того 15 февраля премьер-министр страны Миро Кардона уходит в отставку, новым главой правительства становится Фидель Кастро. В июне он отменяет запланированные ранее свободные выборы, приостанавливает действие Конституции 1940 года, гарантировавшей основные права, и начинает руководить страной исключительно при помощи декретов.
17 мая 1959 года Совет министров Кубы принял закон об аграрной реформе; в соответствии с ним земельные участки площадью более 400 га планировалось изъять у владельцев и разделить между крестьянами. Этот закон, а также сближение Кастро с коммунистами вызвали недовольство в США. Аресту подверглись тысячи контрреволюционеров. Для защиты революции была создана многотысячная милиция. Затем Фидель объявил о национализации крупных предприятий и банков, в основном принадлежавших американцам.

### Мятеж Матоса
10 октября министром вооружённых сил был назначен Рауль Кастро. Это вызвало большое недовольство командующего войсками в Камагуэе Убера Матоса. Он в тот же день вместе с четырнадцатью другими офицерами подал в отставку и обвинил Фиделя в том, что тот стал коммунистом. Такой точки зрения придерживалось кубинское руководство, а позже — кубинские и советские историки. С их точки зрения, майор Матос и поддерживавшие его офицеры собирались заявить о коллективной отставке, с целью положить начало мятежу во всей Повстанческой армии. Это повлекло бы за собой отставку некоторых членов Революционного правительства и вызвало кризис всей революционной власти. Ночью Фидель получил по телефону сообщение, что выступление Убера Матоса назначено на утро 21 октября 1959 года. Он приказал Камило Сьенфуэгосу отправиться в Камагуэй, разоружить и задержать Матоса и его людей.
Спустя какое-то время Фидель сам прибыл в Камагуэй. По радио было передано сообщение, что Фидель Кастро прибыл для разбирательства чрезвычайного дела и все граждане, выступающие в защиту революции должны прийти на площадь. На площади команданте обратился к ним с краткой речью, сказав, что в провинции зреет заговор, возглавляемый Убером Матосом, засевшим в настоящий момент в казармах полка, и что он прибыл, чтобы сорвать контрреволюционный заговор. Фидель пригласил всех, кому дороги судьбы революции следовать за ним. Фидель Кастро безоружным двинулся впереди идущей за ним толпы, лично сломал замок на воротах казарм, обезоружил часового и арестовал заговорщиков. «Процесс длился 5 дней, если, конечно, его можно было так назвать. Это больше напоминало трибунал. Перед началом мне показали стопку бумаг, и я впервые увидел, что меня обвиняют в государственной измене и подстрекательстве к мятежу» — вспоминает Матос. Убер Матос был приговорён к 20 годам тюрьмы, а после отбытия срока выслан в Венесуэлу, после чего присоединился к военной эмиграции; его сын также стал видной фигурой в эмигрантских кругах.

### Политические репрессии
Репрессии против деятелей режима Батисты и оппозиции режиму Кастро (включая бывших борцов против Батисты) начались на Кубе вскоре после революции и продолжались и далее. Особо массовые аресты были проведены в 1961 году, когда для содержания арестованных переоборудовались стадионы и другие тому подобные места.
Фидель Кастро принимал личное участие в подавлении антикоммунистического Восстания Эскамбрай, среди лидеров которого были такие его недавние соратники, как Элой Гутьеррес Менойо или Освальдо Рамирес. С прямой санкции Кастро были казнены его боевой товарищ Уильям Морган и студенческий активист Порфирио Рамирес (несмотря на обещание сохранить ему жизнь). Впоследствии, в 1968 году, Кастро санкционировал показательный процесс и суровые приговоры группе инакомыслящих активистов правящей Компартии Кубы — «дело о микрофракции» (Анибаль Эскаланте, Рикардо Бофиль, в общей сложности более сорока человек).

### Операция в заливе Свиней
В январе 1961 года в должность президента США вступил Джон Кеннеди, который получил от предыдущей администрации планы операции.

15 апреля восемь самолётов B-26 «Инвэйдер» (с кубинскими опознавательными знаками и пилотировавшиеся кубинскими эмигрантами) бомбили аэродромы кубинских ВВС. На следующий день, во время похорон жертв бомбардировок, Фидель называет свершённую революцию социалистической и перед грядущим вторжением заявляет: 
Они не могут нам простить того, что мы находимся у них под носом, и что мы совершили социалистическую революцию под носом у Соединённых Штатов!
До этого момента политические взгляды Кастро не были известны американской разведке. Во время своего выступления в Конгрессе в декабре 1959 года заместитель директора ЦРУ заявил: «Мы знаем, что коммунисты считают Кастро представителем буржуазии». Сам Кастро никогда не отрекался от марксизма, а во время учёбы в университете был подвержен сильному влиянию идей Маркса, Энгельса и Ленина, ближайшим его соратником в борьбе с капитализмом в Латинской Америке был Че Гевара, неоднократно подчёркивавший свою приверженность именно коммунистическим идеям.
На рассвете 17 апреля в районе Залива Свиней высадилось около 1500 человек из так называемой «бригады 2506». Большинство было кубинцами, прошедшими подготовку в Никарагуа. «Бригада» направилась к берегам Кубы с территории Гватемалы, что позволило США отрицать в ООН свою причастность к инциденту. Хотя позже Кеннеди признал участие своего правительства в подготовке операции.
С самого начала наступающие натолкнулись на отчаянное сопротивление бойцов народной милиции и частей Повстанческой армии, командование над которой взял на себя Фидель Кастро. Десантникам удалось захватить плацдарм и даже продвинуться на несколько километров вглубь острова. Но закрепиться на достигнутых рубежах им не удалось. В течение последующих трёх суток бойцы бригады 2506 были разгромлены вначале у Плайя-Ларга, а затем и в районе Плайя-Хирон. В плен попало 1173 человека, убито было 82 (по другим данным 115) десантников. Правительственная армия потеряла 173 солдата убитыми, по некоторым данным, пострадали также несколько тысяч ополченцев.
Было выдвинуто множество версий провала операции. Самые популярные из них — версия об отказе американцев от ранее обещанного военного вспомоществования десанту эмигрантов; версия о неверной оценке сил кубинской армии и поддержки Кастро населением; версия о слабой подготовке операции как таковой.

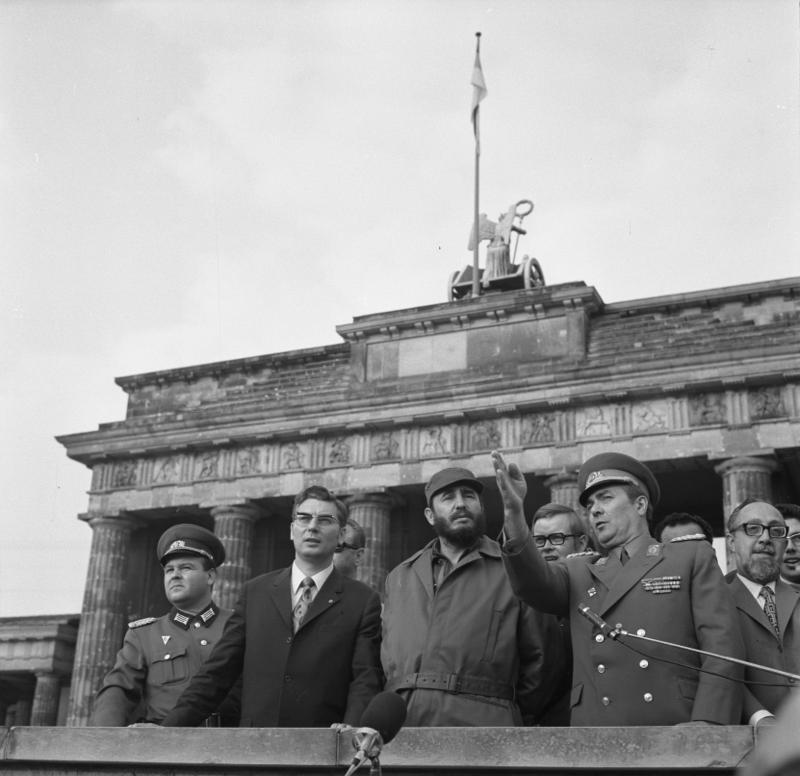
Кастро и члены политбюро ГДР, 1972

### Вероисповедание
Фидель был крещён в католической церкви. Ходит ошибочное мнение, что Фидель был предан анафеме. В публичном отлучении Кастро от церкви не было нужды, поскольку в то время уже действовало «отлучение коммунистов», провозглашённое 1 июля 1949 года папой римским Пием XII и подтверждённое Кодексом канонического права Католической церкви, который был принят в 1983 году. В 2012 году Фидель встретился с папой римским Бенедиктом XVI, их встреча, по оценке представителей Ватикана, прошла в «очень сердечной обстановке».

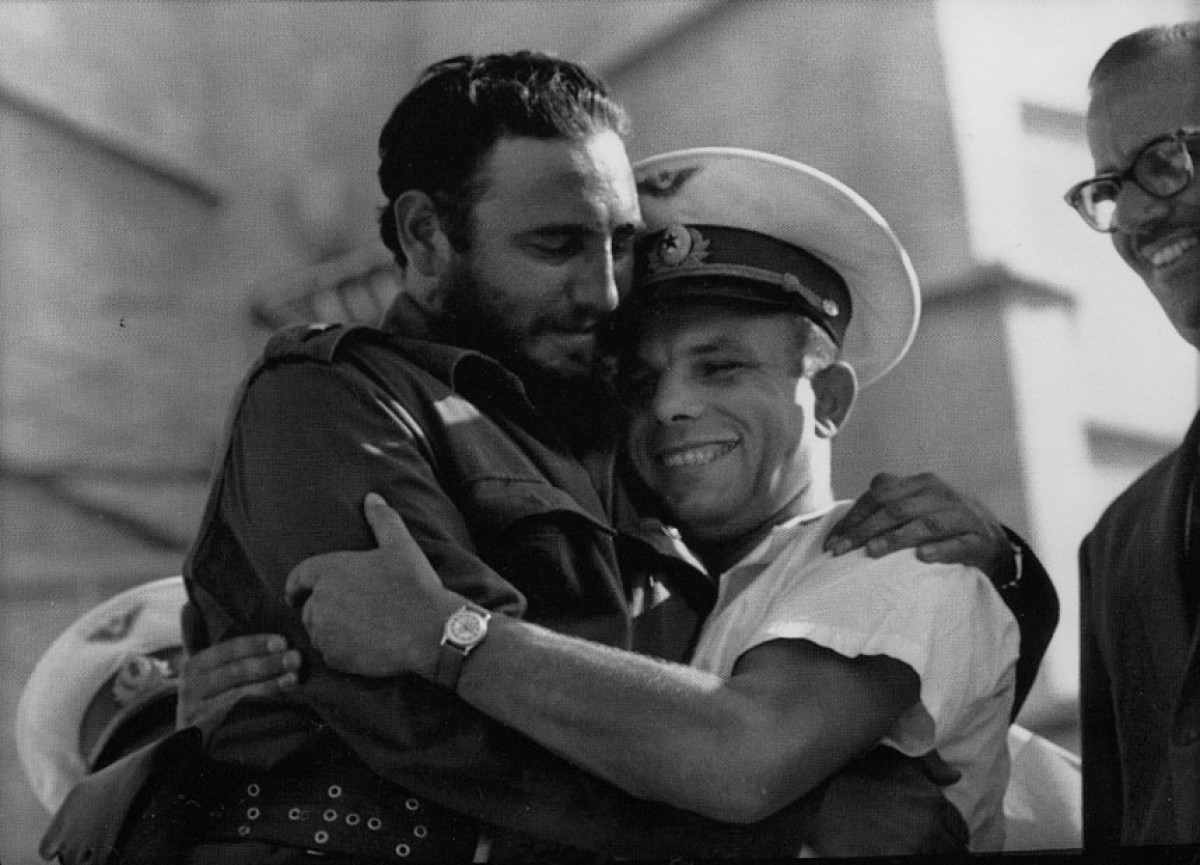
Фидель Кастро и Юрий Гагарин, 26 июня 1961 года

### Идеологическое сближение с СССР

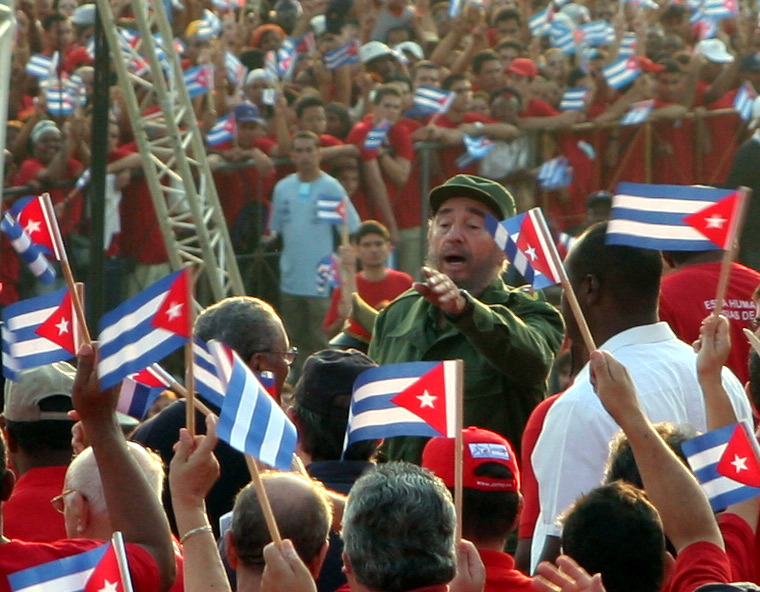
Первомайская демонстрация в Гаване

После попытки свергнуть революционное правительство Кубы Фидель Кастро объявил о переходе своей страны на социалистический путь развития. Ещё 16 апреля 1961 года, на похоронах жертв американской бомбардировки острова, Фидель произнёс следующие слова:
Товарищи рабочие и крестьяне, наша революция является социалистической и демократической, революцией бедняков, которая делается силами бедняков и в интересах бедняков.
Однако лишь 1 мая Фидель Кастро объявил о социалистическом характере кубинской революции.
- 1965 — преобразует «Движение 26 июля» в Единую партию социалистической революции Кубы.
- 1 октября 1965 — партия переименована в Коммунистическую партию Кубы, а Кастро избран Первым секретарём ЦК партии.
- 2 декабря 1976 — занимает пост председателя Государственного совета Кубы.

В 1972 году посетил Белорусскую ССР. Фидель Кастро в открытом ЗИЛе проехал по проспекту им. Ленина.

### Карибский кризис
В 1962 году США ввели эмбарго на торговлю с Кубой и добились исключения её из Организации американских государств. Против правительства Кастро было выдвинуто обвинение в том, что оно оказывает содействие революционерам в Венесуэле, после чего ОАГ в 1964 году ввела дипломатические и торговые санкции против Кубы.

### Покушения
Фидель Кастро пережил за свою жизнь множество покушений. Он был одним из руководителей, чья жизнь находилась под постоянной угрозой. За 638-ю планировавшимися и осуществлёнными на него покушениями стояло как американское правительство, так и кубинские противники Кастро и американские мафиозные группы, которые были недовольны тем, что после победы революции Кастро прибрал к рукам знаменитые гаванские казино и бордели. Во время президентства Эйзенхауэра на Кастро было совершено 38 покушений, Кеннеди — 42, Джонсона — 72, Никсона — 184, Картера — 64, Рейгана — 197, Буша старшего — 16, Клинтона — 21. Для США уничтожение Кастро стало своего рода навязчивой идеей: в ход шли отравленные сигареты, акваланги с туберкулёзной палочкой в баллонах, бомбы в бейсбольных мячах, ручки-шприцы и многое другое. «Всё остальное — менее важно, не жалеть денег, времени, людских ресурсов и усилий» — говорилось в одной из записок Белого дома. Сам команданте, комментируя покушения, однажды сказал: «Если бы способность выживать после покушений была олимпийской дисциплиной, я бы имел по ней золотую медаль».

### Внешняя политика

#### Участие в войнах на стороне СССР

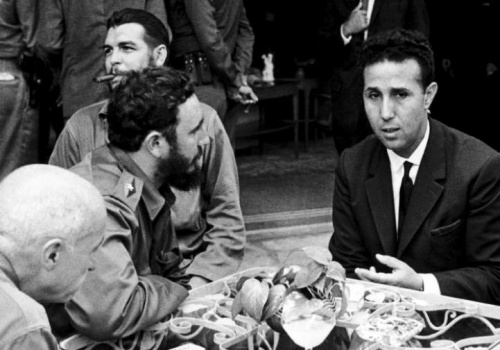
Кастро и Ахмед бен Белла, 1962

Помимо того, что Куба находилась в постоянном противодействии с Америкой, она также участвовала во многих войнах по всему миру. Фидель Кастро не ограничился борьбой с США; он активно помогал просоветским революционным силам многих стран третьего мира. Его армия одно время составляла 145 тыс. чел., не считая 110 тыс. чел. резерва и около одного миллиона мужчин и женщин в милиции территориальных войск; 57 тыс. было отправлено в Анголу, 5 тыс. в Эфиопию, сотни — в Южный Йемен, Ливию, Никарагуа, Гренаду, Сирию, Мозамбик, Гвинею, Танзанию, Северную Корею, Алжир, Уганду, Лаос, Афганистан, Сьерра-Леоне. За технику, переброску войск, оплату воинского контингента и обучение офицеров платил СССР, который фактически определял внешнюю политику Кубы и её участие в вооружённых конфликтах.

#### Взаимоотношения Кубы и США
27 января 2015 года бывший руководитель Кубы Фидель Кастро заявил, что, хотя он и не доверяет США, тем не менее приветствует возможность переговоров с Вашингтоном. В своем письменном обращении, зачитанном по центральному телевидению Кубы, 88-летний Кастро подчеркнул, что любые переговоры, направленные на решение существующих проблем, принимаются Гаваной в соответствии с международными законами.

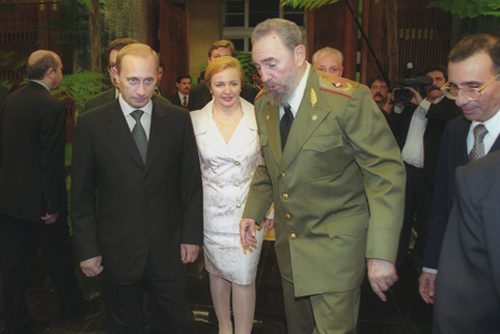
Встреча Фиделя Кастро с Президентом России В. В. Путиным. Декабрь 2000 года

#### Взаимоотношения Кубы и России
11 июля 2014 года в ходе своего визита в Латинскую Америку с Фиделем Кастро встретился президент России Владимир Путин.
12 июля 2014 года Путин встретился с председателем Совета министров Кубы Раулем Кастро. Перед этим он списал 90 % долгов Кубы перед СССР, а остальные 10 % ($3,5 млрд) предполагается инвестировать в кубинскую экономику, путём погашения в течение 10 лет равными полугодовыми платежами. Министры иностранных дел России и Кубы подписали межправительственное соглашение о сотрудничестве в международной информационной безопасности, а также российско-кубинское заявление о неразмещении первыми оружия в космосе.

## Последние годы и смерть (2006—2016)
26 июля 2006 года кубинский лидер был в критическом состоянии доставлен в больницу, у него было диагностировано кровотечение в области кишечника. Спустя несколько дней секретарь Фиделя Кастро Карлос Валенсиаго зачитывает в эфире кубинского телевидения письмо Фиделя Кастро, в котором тот сообщает, что ему сделана операция и что он будет оставаться в постели ещё несколько недель. В письме сообщается, что причиной операции стало кровотечение в кишечнике, возможно, вызванное стрессом после его поездки в Аргентину и по Кубе. Фидель Кастро временно передал свои полномочия главы государства, главнокомандующего ВС Кубы и руководителя Коммунистической партии Кубы своему младшему брату Раулю. Согласно статье 94 Конституции Кубы, «в случае болезни или смерти председателя Государственного совета его обязанности будет выполнять первый вице-президент Госсовета». Рауль Кастро (на 5 лет моложе Фиделя) занимает пост первого заместителя председателя Госсовета, второго секретаря Компартии Кубы и министра обороны. Фидель назвал своего брата преемником ещё в 2001 году, после того, как потерял сознание на митинге в Гаване: «Он лучше всех подготовлен и обладает наибольшим опытом». Фидель одновременно называет других возможных будущих лидеров Кубы, каждый из которых должен взять на себя руководство одной из трёх правительственных программ, которые ранее координировал сам Фидель Кастро.
Координатором программы общественного здоровья становится член политбюро ЦК Компартии Кубы, министр здравоохранения Хосе Рамон Балагер Кабрера. Образовательную программу будут курировать члены политбюро Хосе Рамон Мачадо Вентура и Эстебан Ласо Эрнандес. Координатором программы развития энергетики Кубы становится член политбюро, секретарь совета министров Карлос Лахе. Отмечается, что он был посредником в переговорах Фиделя Кастро и президента Венесуэлы Уго Чавеса. В послании указаны лица, которые должны контролировать финансовые потоки в государстве — Карлос Лахе, руководитель Центробанка Кубы Франсиско Соберон Вальдес и министр иностранных дел Фелипе Перес Роке. Обращение Фиделя Кастро к нации многими воспринимается как завещание, автор которого заявляет: «У меня нет ни малейшего сомнения в том, что наш народ и наша революция будут до последней капли крови защищать наши идеи. Империализм никогда не сокрушит Кубу!».
2 августа 2006 года — новым письмом к народу Кубы Фидель Кастро объявляет информацию о своем здоровье государственной тайной. 28 октября 2006 года после полуторамесячного лечения кубинское телевидение показало кадры, на которых Фидель Кастро обратился к народу и опроверг слухи о своей кончине. Но Кастро так и остался в тяжелейшем состоянии в больнице. В июне следующего года глава Национальной ассамблеи Кубы Рикардо Аларкон сообщил в очередной раз о здоровье Кастро: «Думаю, что он в общем уже практически полностью выздоровел…».
В январе 2008 года Фидель Кастро вновь избран депутатом Национальной ассамблеи Республики Куба, а 19 февраля 2008 года объявил, что не согласится вновь занять посты председателя Госсовета и Верховного Главнокомандующего при формировании высших органов государственной власти.
Бежавший с острова врач Марсело Фернандес сообщил, что в 1989 году в Египте в клинике профессора Ахмеда Шафика Фиделя прооперировали для ликвидации последствий кровоизлияния в мозг и поставили ещё один диагноз — рак прямой кишки.

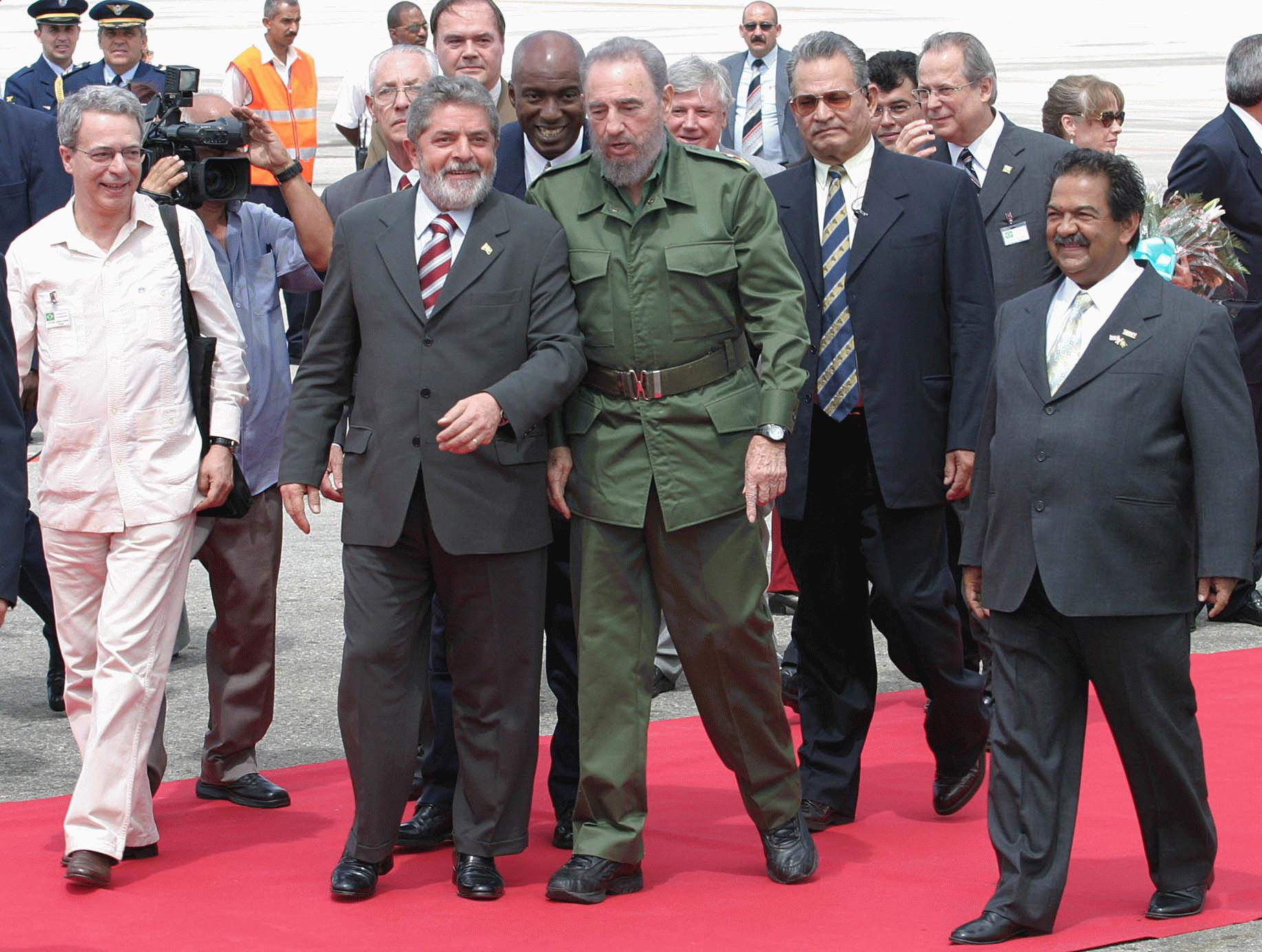
Фидель Кастро и Лула да Силва, 2003 год

В ноябре 2005 года появились сведения, что Фидель Кастро с 1998 года страдает болезнью Паркинсона, на что Кастро заявил: «Враги Кубы не единожды хоронили меня, выдавая желаемое за действительное. Однако никогда я не чувствовал себя лучше, чем сейчас. В очередной раз ЦРУ, поставившее мне диагноз, село в глубокую лужу», — эти слова Фидель Кастро произнёс 17 ноября 2005 года в пятичасовой речи перед студентами и преподавателями Гаванского университета — все пять часов Фидель Кастро говорил стоя, ни разу не присев и ни разу не сбившись в своей речи.
Сообщения о смерти Фиделя Кастро появляются в средствах массовой информации раз в несколько лет. Так, кубинского лидера «хоронили» в 1986 году, 1994 и 2007 годах. Очередное сообщение о смерти Кастро пришло 19 ноября 2009 года. Однако 10 июля 2010 года Кастро появился на публике, посетив научно-исследовательский центр в Гаване и опровергнув тем самым слухи о своей смерти.
В октябре 2012 года СМИ сообщили, что Кастро перенёс инсульт и перестал узнавать людей, а также начал испытывать проблемы с речью. Однако правительство Кубы и родственники Кастро опровергают эти сведения. Сам Фидель появился на публике 21 октября 2012 года, впервые за несколько месяцев, и разговаривал с людьми, тем самым опровергнув слухи о своём плохом самочувствии.

Министр иностранных дел России Сергей Лавров встречался с Фиделем Кастро во время визита на Кубу 28—29 апреля 2014 года. Он отозвался о встрече так: 
«Физически, конечно, он ослаб, но если бы вы видели его глаза! Глаза горят, глаза зажигают».

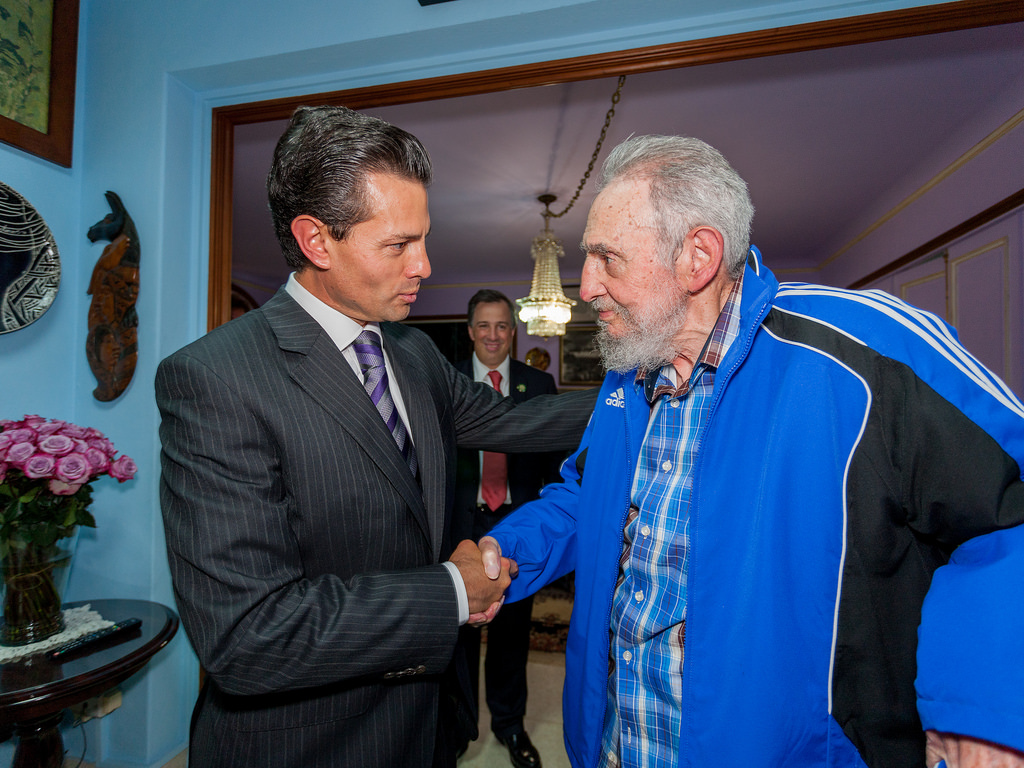
Фидель Кастро и Энрике Пенья Ньето, 2014 год

В феврале 2016 года в ходе встречи патриарха РПЦ Кирилла и папы РКЦ Франциска патриарх побывал на приеме у Фиделя, после которого были опубликованы 6 фотографий и видеоряд без звука.
8 апреля 2016 года Интерфакс сообщил, что Фидель Кастро появился на публике — накануне национальное телевидение Кубы транслировало встречу 89-летнего Фиделя Кастро со школьниками в образовательном комплексе им. В. Эспин.

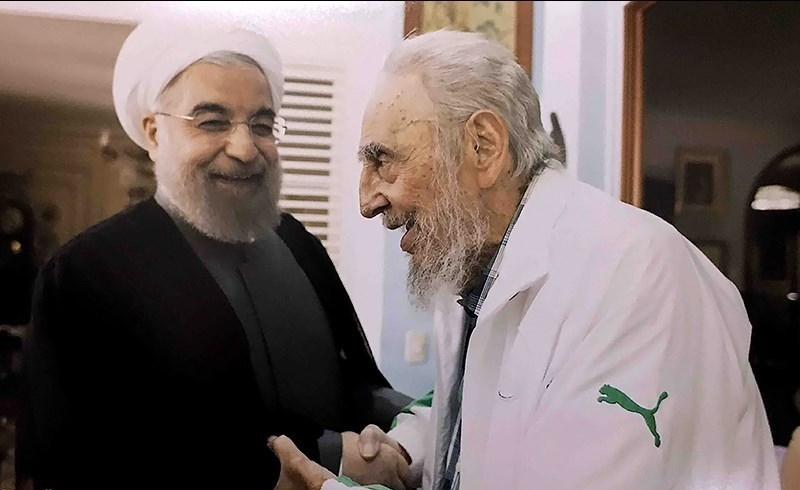
Фидель Кастро и Хасан Рухани, 2016 год

19 апреля 2016 года Фидель выступил с речью на VII съезде Коммунистической партии Кубы.
13 августа 2016 года на Кубе широко прошло празднование 90-летия команданте, а сам он вечером присутствовал в театре имени Карла Маркса.
25 ноября 2016 года Фидель Кастро скончался, об этом сообщил председатель Государственного совета и Совета министров Рауль Кастро в эфире государственного телевидения: «Я здесь, чтобы сообщить нашему народу, нашим друзьям в Америке и мире, что сегодня, 25 ноября 2016 года, в 22:29 скончался главнокомандующий Кубинской революции Фидель Кастро Рус». Причина смерти объявлена не была. Как заявил Рауль, в соответствии с волей покойного «его останки будут кремированы».
В стране c 26 ноября по 4 декабря был объявлен 9-дневный национальный траур. Церемония прощания с Кастро состоялась в Мемориальном центре Хосе Марти на Площади Революции в Гаване. Тысячи кубинцев прошли по улицам столицы с фотографиями покойного лидера.
30 ноября его прах отправили по маршруту, пройденному революционерами в 1959 году, туда где всё начиналось — в город Сантьяго-де-Куба.
Могила Фиделя Кастро — это большой круглый камень серого цвета, где прикреплена тёмно-зелёная табличка, на которой написано только имя — FIDEL; она находится на городском кладбище Санта-Ифигения рядом с Мавзолеем Хосе Марти. 

Камень напоминает по форме зерно маиса, что связано с любимым изречением Фиделя, которое всегда было в его нагрудном кармане:

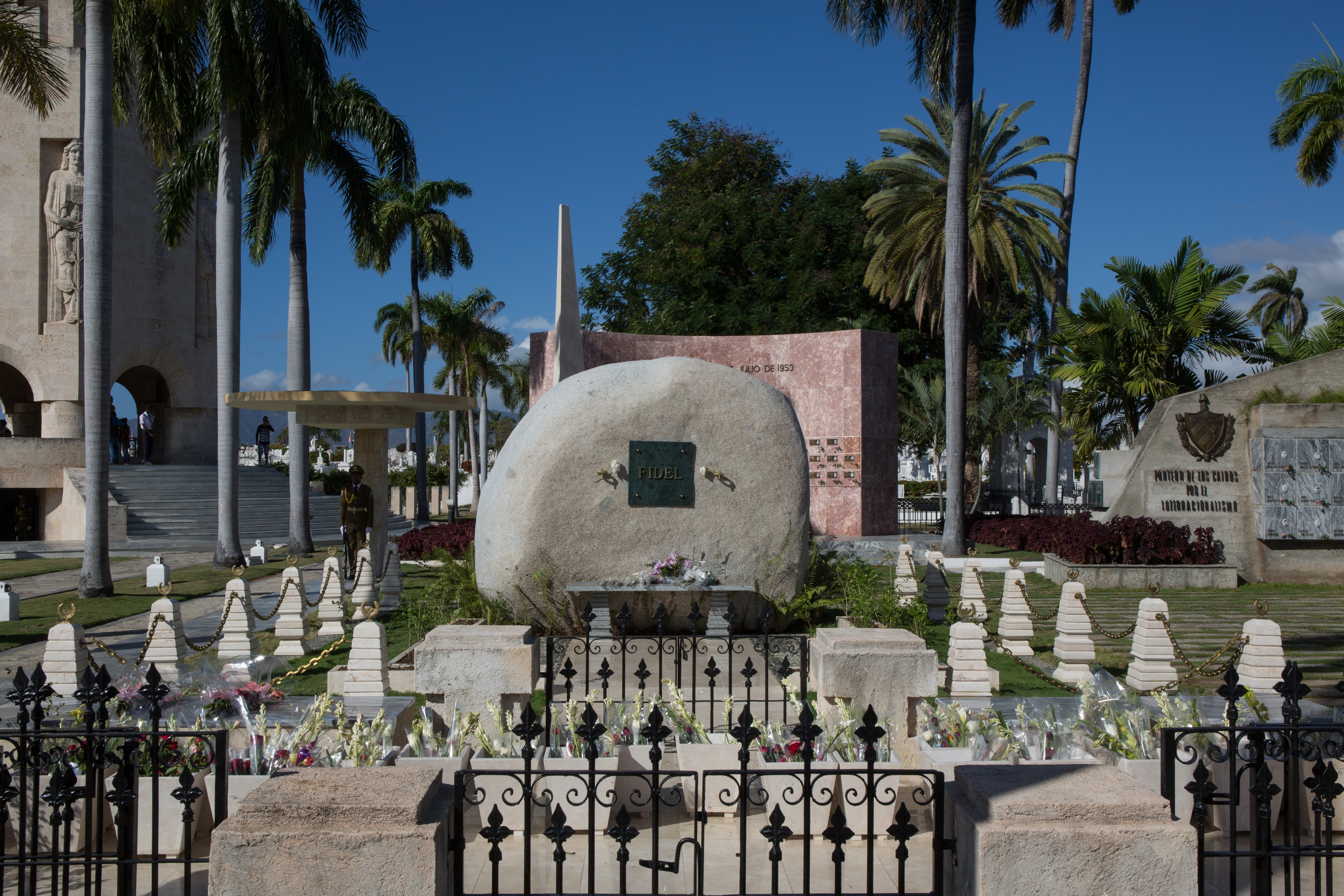
Могила

Вся слава мира помещается в зерне кукурузыХосе Марти

## Память
Брат Фиделя Рауль Кастро заявил, что увековечения его памяти на Кубе не будет, так как Фидель был против любых проявлений культа личности.
Имя Фиделя Кастро носят площадь в Москве и улицы в селе Ир в Северной Осетии и ДНТ Молодёжный в Забайкальском крае.
22 ноября 2022 года Владимир Путин и президент Кубы Мигель Диас-Канель открыли памятник Фиделю Кастро в Москве.

### В нумизматике и бонистике
Кастро на трофейном американском танке изображён на банкнотах 1 песо 1967—1970, 1972, 1978—1986, 1988, 1995, 2001—2005 и 2007—2009 годов.

## Награды и звания
- Почётный доктор юридических наук МГУ им. М. В. Ломоносова (1963)[81]
- Почётный доктор Пражского университета
- Международная премия имени М. А. Шолохова в области литературы и искусства (1995)
- Почётный доктор кубинского Университета информационных наук (UCI) (2007)[82]
- Почётный доктор боливийского университета «Эль Альто» (2008)[83]
- Почётный доктор Российского торгово-экономического университета (2009)[84]

| Государство              | Дата                    | Награда | Ссылки          |
| ------------------------ | ----------------------- | --- | --------------- |
| Индонезия                | 22 января 1960          | Кавалер Первого класса ордена Звезды Махапутра                                                                               | [ 85 ]          |
| СССР                     | 1 мая 1961              | Лауреат Международной Ленинской премии «За укрепление мира между народами»                                                   | [ 86 ]          |
| СССР                     | 23 мая 1963             | Звание Героя Советского Союза с вручением ордена Ленина и медали «Золотая Звезда»                                            | [ 87 ]          |
| СССР                     | 5 апреля 1971           | Юбилейная медаль «За доблестный труд. В ознаменование 100-летия со дня рождения В. И. Ленина»                                | [ 88 ]          |
| Гвинея                   | 8 мая 1972              | Кавалер Национального ордена Верности народу                                                                                 | [ 89 ]          |
| Болгария                 | 17 мая 1972             | Кавалер ордена Георгия Димитрова                                                                                             | [ 90 ]          |
| Румыния                  | 26 мая 1972             | Кавалер ордена Звезды Румынии 1 класса                                                                                       | [ 91 ]          |
| Венгрия                  | 31 мая 1972             | Кавалер ордена Знамени Венгерской Народной Республики 1 класса                                                               | [ 92 ]          |
| Польша                   | 7 июня 1972             | Звание «Почётный шахтёр Польской Народной Республики»                                                                        | [ 93 ]          |
| ГДР                      | 13 июня 1972            | Кавалер Большой Золотой звезды Дружбы народов                                                                                | [ 94 ]          |
| Чехословакия             | 22 июня 1972            | Кавалер ордена Белого льва 1 класса                                                                                          | [ 95 ]          |
| СССР                     | 27 июня 1972            | Кавалер ордена Ленина | [ 96 ]          |
| Чили                     | 13 декабря 1972         | Кавалер орденской цепи Заслуг                                                                                                | [ 97 ]          |
| Польша                   | 24 апреля 1973          | Кавалер ордена Возрождения Польши 1 класса                                                                                   | [ 98 ]          |
| Вьетнам                  | 13 сентября 1973        | | [ 99 ]          |
| СССР                     | 9 мая 1975              | Юбилейная медаль «XXX лет Победы в Великой Отечественной войне 1941—1945 гг.»                                                |                 |
| СССР                     | 12 августа 1976         | Кавалер ордена Октябрьской Революции                                                                                         | [ 96 ] [ 101 ]  |
| Куба                     | 25 ноября 1976          | Памятная медаль «XX годовщина Революционных Вооруженных Сил»                                                                 | [ 102 ]         |
| Ливия                    | 10 марта 1977           | Кавалер ордена Мужества | [ 103 ] [ 104 ] |
| Сомали                   | 14 марта 1977           | Кавалер Большого креста ордена Звезды Сомали                                                                                 | [ 105 ]         |
| Ямайка                   | 16 октября 1976         | Кавалер ордена Ямайки (OJ)                                                                                                   | [ 106 ]         |
| Ямайка                   | 16 октября 1976         | Кавалер ордена Заслуг (OM)                                                                                                   | [ 107 ]         |
| Эфиопия                  | 12 сентября 1978        | Кавалер ордена Звезды Почёта Социалистической Эфиопии                                                                        | [ 108 ]         |
| Эфиопия                  | 14 сентября 1978        | Почётный гражданин города Аддис-Абеба                                                                                        | [ 109 ]         |
| Польша                   | 1979                    | Кавалер ордена Заслуг перед Народной Республикой Польша 1 класса                                                             |                 |
| Болгария                 | 17 июня 1980            | Лауреат премии имени Георгия Димитрова                                                                                       | [ 110 ]         |
| Вьетнам                  | 29 июля 1982            | Кавалер ордена Золотой Звезды                                                                                                | [ 111 ]         |
| Никарагуа                | 11 января 1985          | Кавалер ордена Аугусто Сесара Сандино                                                                                        | [ 112 ]         |
| Боливия                  | 2 июля 1985             | Гранд-офицер ордена Здравоохранения                                                                                          | [ 113 ]         |
| Польша                   | 1986                    | Кавалер ордена Заслуг перед Народной Республикой Польша 1 класса                                                             |                 |
| Лаос                     | 4 февраля 1986          | Золотая медаль Нации | [ 114 ]         |
| КНДР                     | 9 марта 1986            | Почётное звание Героя Труда Корейской Народной-Демократической Республики с вручением ордена Государственного флага 1 класса | [ 115 ]         |
| ГДР                      | 12 августа 1986         | Кавалер ордена Карла Маркса                                                                                                  | [ 116 ]         |
| Алжир                    | 10 сентября 1986        | Athir Национального ордена Заслуг                                                                                            |                 |
| Югославия                | 14 сентября 1986        | Кавалер Югославской большой звезды                                                                                           | [ 117 ]         |
| СССР                     | 9 ноября 1986           | Кавалер ордена Ленина | [ 96 ]          |
| Испания                  | 16 января 1988          | Золотая медаль Сената Испании                                                                                                | [ 118 ]         |
| Камбоджа                 | 27 июля 1988            | Кавалер ордена Ангкор | [ 119 ]         |
| Мексика                  | 1 ноября 1988           | Кавалер Большого креста на цепи ордена Ацтекского орла                                                                       | [ 120 ]         |
| Чехословакия             | 5 января 1989           | Кавалер ордена Клемента Готвальда                                                                                            | [ 121 ]         |
| Вьетнам                  | 8 января 1989           | Кавалер ордена Хо Ши Мина | [ 122 ]         |
| Ангола                   | 9 июля 1992             | Кавалер ордена Агостиньо Нето                                                                                                | [ 123 ]         |
| Мали                     | 9 июля 1998             | Кавалер Большого креста Национального ордена Мали                                                                            | [ 124 ]         |
| Доминиканская Республика | 22 августа 1998         | Кавалер Большого креста ордена За заслуги Санчеса, Дуарте и Меллы                                                            | [ 125 ]         |
| ЮАР                      | 4 сентября 1998         | Кавалер Большого креста ордена Доброй Надежды                                                                                | [ 126 ]         |
| Гана                     | 29 сентября 1998        | Компаньон ордена Звезды Ганы (CSG)                                                                                           | [ 127 ]         |
| Гаити                    | 9 ноября 1998           | Кавалер Большого креста Национального ордена Почёта и Заслуг                                                                 | [ 128 ]         |
| Белиз                    | 8 февраля 1999          | Кавалер ордена Белиза (OB)                                                                                                   | [ 129 ]         |
| Украина                  | 19 июня 2000            | Кавалер ордена князя Ярослава Мудрого 1 степени                                                                              | [ 130 ]         |
| Йемен                    | 12 сентября 2000        | Кавалер ордена Звезда Республики 1 класса                                                                                    | [ 131 ]         |
| Катар                    | 15 сентября 2000        | Кавалер орденской цепи Независимости                                                                                         | [ 132 ]         |
| Венесуэла                | 30 октября 2000         | Кавалер орденской цепи Освободителя                                                                                          | [ 133 ]         |
| Алжир                    | 6 мая 2001              | Медаль Национально-освободительной армии                                                                                     | [ 134 ] [ 135 ] |
| Малайзия                 | 11 мая 2001             | Кавалер Наивозвышенного ордена Короны Королевства (DMN)                                                                      | [ 136 ]         |
| Куба                     | 26 июля 2003            | Памятная медаль «50 лет 26 июля»                                                                                             |                 |
| КНДР                     | 11 декабря 2006         | Героя Труда Корейской Народно-Демократической Республики с вручением ордена Государственного флага 1 класса                  | [ 115 ] [ 137 ] |
| Гвинея-Бисау             | 29 января 2007          | Медаль Амилкара Кабрала | [ 138 ]         |
| Намибия                  | 21 марта 2008           | Кавалер орденской цепи Вельвичия                                                                                             | [ 139 ]         |
| РПЦ                      | 19 октября 2008         | Кавалер ордена Славы и Чести                                                                                                 | [ 140 ] [ 141 ] |
| Доминика                 | 3 ноября 2008           | Почётная награда Доминики | [ 142 ]         |
| Панама                   | 5 января 2009           | Кавалер Большого креста ордена Омара Торрихоса Эррера                                                                        | [ 143 ]         |
| Гватемала                | 16 февраля 2009         | Кавалер орденской цепи Кетцаля                                                                                               | [ 144 ]         |
| ЮАР                      | 27 марта 2009           | Кавалер золотого ордена Компаньонов О. Р. Тамбо (SCOT)                                                                       | [ 145 ] [ 146 ] |
| Замбия                   | 22 сентября 2009        | Великий Командор ордена Орла Замбии (GCEZ)                                                                                   | [ 147 ] [ 148 ] |
| Украина                  | 27 марта 2010           | Кавалер ордена «За заслуги» 1 степени                                                                                        | [ 149 ]         |
| Восточный Тимор          | 27 марта 2010           | Кавалер Большого креста на цепи ордена Восточного Тимора                                                                     | [ 150 ]         |
| Сербия                   | 2015                    | Орден Республики Сербии на ленте                                                                                             | [ 151 ]         |
| Пакистан                 | 23 мая 2018 (посмертно) | Орден Пакистана | [ 152 ]         |

- Экуменический крест командора женского монашеского ордена Санты-Бригиды (8 марта 2003)[153]
- «Орлиное перо» (31 августа 2003)[154]
- Медаль ЦК КПРФ «90 лет Великой Октябрьской социалистической Революции» (26 апреля 2007)[155]
- Кавалер ордена «Хосе Марти» — Бразилия, 21 марта 2016

## Сочинения
- Fidel Castro. Por el camino correcto. — La Habana, Editora Política, 1988. — 294 pp.
- Стратегическая победа / Пер. с исп. — М.: Международные отношения, 2011. — 772 с., ил. — Серия «Лица современной политики», 3000 экз., ISBN 978-5-7133-1376-0
- Стратегическое контрнаступление / Пер. с исп. — М.: Международные отношения, 2011. — 512 с., ил. — Серия «Лица современной политики», 2000 экз., ISBN 978-5-7133-1396-8

## Факты
- В 1962 году Кастро был отлучён от церкви указом Папы Иоанна XXIII на основании Декрета против коммунизма папы Пия XII за организацию коммунистической революции на Кубе[156][157].
- Его сестра Хуанита Кастро бежала с Кубы в 1964 году и по прибытии в США поселилась во Флориде; ещё до того, в начале шестидесятых годов, начала сотрудничать с ЦРУ[158].
- В революционные годы Фидель нередко пририсовывал к сумме награды, объявленной за его голову, ещё два нуля[159].
- Фидель Кастро вошёл в Книгу рекордов Гиннесса как самый пламенный оратор — его речь перед ООН 26 сентября 1960 года продолжалась 4 часа 29 минут. По информации Агентства Reuters, самая длинная речь Кастро была произнесена на Третьем съезде Кубинской Коммунистической Партии в 1986 году и продолжалась 7 часов 10 минут[160].
- Фидель Кастро сыграл как минимум в двух американских кинокартинах, включая достаточно известную в своё время — «Школа русалок»[161].
- Кастро всегда являлся приверженцем часов Rolex. На многих фотографиях его можно видеть с двумя Rolex Submariner на запястье[162].
- В ноябре 2009 года Кастро завёл микроблог в Твиттере (https://twitter.com/reflexionfidel Архивная копия от 26 октября 2016 на Wayback Machine), намереваясь обойти по количеству читателей Барака Обаму, Себастьяна Пиньеру и Биньямина Нетаньяху[163].
- Фидель Кастро был яростным курильщиком — его образ с неизменной гаванской сигарой во рту стал классическим. Однако в середине 1980-х он бросил курить[164].
- Являлся болельщиком лондонского «Арсенала» со времен золотого дубля в сезоне 1970/71[165].
- Кастро попал в Книгу рекордов Гиннесса, пережив не менее ста различных покушений, в числе которых были яд в сигарах и бомба в бейсбольном мяче.
- В начале августа 2010 года на Кубе впервые была опубликована первая часть мемуаров Фиделя «La Victoria Estratégica». До своей смерти он работал над второй частью «La contraofensiva estratégica final»[166].

## В культуре

### В кинематографе
- Д. Ченнелл. [kinofilms.tv/film/638-sposobov-ubit-kastro/20823/ «638 способов убить Кастро» (638 Ways to Kill Castro)]. Документальный фильм (Великобритания, 2006).
- Оливер Стоун. Документальный фильм-интервью «В поисках Фиделя» (США-Франция, 2004)
- Оливер Стоун. Документальный фильм-интервью «Команданте» (США-Испания, 2003)  Архивная копия от 13 октября 2006 на Wayback Machine
- Ребекка Чавес. Документальный фильм «Моменты с Фиделем» (Momentos con Fidel) (Куба, 2004)

Киновоплощения
- Джек Пэланс в фильме «Че!» (1969).
- Майкл Сорич в американском сериале «Семь дней» / Seven Days (1999—2000).
- Энрико Ло Версо в фильме «Че Гевара» (2005).
- Гонзало Менендес в фильме «Потерянный город» (2005).
- Демиан Бичир в фильме «Че» (2008).
- Виктор Хуго Мартин в фильме «Куба Либре» (Fidel) Архивная копия от 24 июня 2006 на Wayback Machine (США, 2002).

### В играх
- Фидель Кастро и Че Гевара являются главными персонажами классической аркадной игры Guerrilla War (1987)
- По сюжету игры Ghost Recon: Island Thunder (2002) Фидель Кастро умер в 2006 году, после чего страной правили местные головорезы.
- Фидель Кастро появляется в игре Call of Duty: Black Ops 2010 года. Он передаёт главного героя в руки Драговича и Кравченко, которые после отправили его в Воркутлаг. Также его можно встретить как игрового персонажа в зомби-режиме.